# Schleppkähne
Schleppkähne ist ein von 1939 bis 1941 gedrehtes, französisches Filmdrama aus dem Schifffahrtsmilieu. Unter der Regie von Jean Grémillon spielen Jean Gabin und Michèle Morgan die Hauptrollen, die bereits im Jahr zuvor mit großem Erfolg in dem Drama Hafen im Nebel zusammengespielt hatten.

## Handlung
Der bretonische Kapitän André Laurent des Schleppschiffs Cyclone befindet sich gerade auf der Hochzeitsfeier eines Crew-Mitglieds, als ihn ein SOS-Ruf erreicht. Ein Schiff, die Mirva, ist in Seenot geraten und benötigt dringend Hilfe. Sofort läuft Laurent aus, doch die Bergung des havarierten Schiffs erweist sich diesmal als sehr schwierig. Denn einerseits erweist sich seine eigene Mannschaft diesmal als nicht zuverlässig, und andererseits zeigt sich der Kapitän der abzuschleppenden Mirva als ein echtes Ekelpaket und seinen Aufgaben nicht gewachsen. Gleich zweimal reißt das Schleppseil.
Zu allem Überfluss ist Catherine, die Frau des despotischen Mirva-Kapitäns, ein echter Blickfang, und der mit der älteren, herzkranken Yvonne verheiratete Schlepperkapitän wird, mehr als seiner Arbeit gut tut, von der jungen Dame abgelenkt. Zwischen ihr und André funkt es rasch, und beide wollen aus ihren ungeliebten Ehen entfliehen. Da erreicht ihn ein Notruf von daheim, Yvonne liegt im Sterben. Sofort eilt André zu ihr. Catherine muss erkennen, dass die Bindung der beiden Eheleute zu stark ist und entschließt sich, die Stadt zu verlassen und anderswo neu zu beginnen. André Laurent, Witwer geworden, bleibt allein zurück.

## Produktionsnotizen
Schleppkähne, noch vor Ausbruch des Zweiten Weltkriegs begonnen, gilt als der letzte Film des poetischen Realismus, „er ist so etwas wie das letzte Zeugnis der alten Schule“ wie Georges Sadoul schrieb. Ursprünglich sollte der auf dem Roman Remorques von Roger Vercel beruhende Streifen von der UFA produziert werden. Gedreht werden sollte in der Bretagne; für die Innenaufnahmen war ursprünglich das Studio Babelsberg vorgesehen. Die Dreharbeiten im westlichsten Zipfel Frankreichs, dem Département Finistère, waren von zahllosen Hindernissen und Unterbrechungen geprägt. Drehbeginn war im Juli 1939 in der Bretagne. Der Film wurde am 11. August 1939 mit den Atelieraufnahmen in den Studios von Billancourt fortgesetzt. Als Frankreich Deutschland den Krieg erklärte, mussten die Dreharbeiten am 3. September 1939 abrupt unterbrochen werden, da Hauptdarsteller Gabin und Regisseur Grémillon eingezogen wurden. Da der Krieg zunächst nicht auf Frankreich übergriff, konnten die Dreharbeiten im April 1940, unmittelbar vor dem Einmarsch der Wehrmacht in Frankreich, fortgesetzt werden. Durch die Besetzung Frankreichs wurde der Drehplan erneut über den Haufen geworfen und der Film ein weiteres Mal, diesmal über ein Jahr, gestoppt. Im Frühling und im Sommer 1941 wurden die Dreharbeiten fortgesetzt und der Film am 2. September 1941 mit der letzten Klappe abgeschlossen.
Am 27. November 1941 konnte der Film schließlich in die Kinos gebracht werden. Die deutsche Erstaufführung fand erst nach dem Krieg, im Jahre 1946, statt. Am 13. November 1981 erfolgte im dritten Programm des Bayerischen Rundfunks die deutsche Fernseherstausstrahlung. Gelegentlich wird der Film auch unter dem deutschen Titel Der Orkan oder "Der Zyklon" geführt.
Die Bauten entwarf Alexandre Trauner, der während der deutschen Besatzungszeit als Jude in den Untergrund gehen musste. Louis Daquin war Grémillons Regieassistent. Alain Cuny gab hier mit einer winzigen Rolle sein Filmdebüt.
Noch vor Abschluss der Dreharbeiten verließen die Hauptdarsteller Morgan und Gabin das besetzte Frankreich, schifften sich in die USA ein und setzten bis Kriegsende 1945 in Hollywood ihre Filmkarrieren fort, ohne jedoch dort gemeinsam vor die Kamera zu treten. Am Tag der Uraufführung von Schleppkähne begann Gabin seine Dreharbeiten zu seiner ersten US-Produktion Nacht im Hafen. Michèle Morgan hatte zu diesem Zeitpunkt bereits ihren Hollywood-Einstand Joan of Paris abgedreht.

## Kritiken
„Die Natur spielt in diesem Film eine große Rolle. Ohne aufdringliche Symbolik wird das Meer gleichsam zur handelnden Person, zum Partner Laurents. Die besten Szenen des Films bleiben auch mit der Natur verknüpft: die Schilderung eines Orkans, ein Spaziergang der Liebenden am einsamen Strand.“

Im Lexikon des Internationalen Films heißt es: „Sorgfältige Milieustudien sowie der Versuch, die Figuren durch ihre Beziehungen zur Natur und Arbeitswelt zu definieren, machen Jean Grémillons Film zu einem beispielhaften Werk des französischen Vorkriegsrealismus.“

„Von ungewöhnlicher Reife und poetischer Anmut war auch Grémillons letztes Werk vor Kriegsausbruch, „Schleppkähne“. Wie nie zuvor bezog der Regisseur diesmal die Natur – die Hafenlandschaft, die See, einen Strand und, als Höhepunkt, einen Orkan – als Handlungselement mit ein.“